# La Chaux-de-Fonds / Le Locle – urbanismo da indústria relojoeira
O conjunto conhecido por La Chaux-de-Fonds/Le Locle, Urbanismo relojoeiro entrou para o Património Mundial da UNESCO em 2009 . Constitui o exemplo de um desenvolvimento urbano original, o de uma cidade ordenada pela mono-actividade industrial da joalharia da Suíça.
No Século XIX, as cidades de La Chaux-de-Fonds e Le Locle aderiram à industrialização da relojoaria e para esse efeito adaptaram o urbanismo das cidades para essa finalidade, urbanismo esse caracterizado por um plano urbano em xadrez, com as compridas oficinas de relojoaria e habitações para os trabalhadores. Le Locle tem além disso vários edifícios de valor assim como um antigo quarteirão habitacional para os trabalhadores chamado Quartier-Neuf (Quarteirão Novo) .

## Artigo & Referências
```
Este artigo foi inicialmente traduzido, total ou parcialmente, do artigo da Wikipédia em 
francês
 cujo título é «
La_Chaux-de-Fonds_/_Le_Locle,_urbanisme_horloger
».
```